# Borovets
Pour les articles homonymes, voir Borovets (homonymie).

Borovets (ou Borovec, en bulgare : Боровец) est une station de montagne située sur la commune de Samokov, à 73 km de Sofia et 126 km de Plovdiv.
La station fut inaugurée par le prince Ferdinand Ier de Bulgarie en 1896. Elle se trouve dans le massif du Rila.

## Présentation
Les pistes de ski sont ouvertes de la mi-décembre à avril. La température moyenne est pendant le mois de janvier - mois le plus froid de l'année - de 4,8 °C en bas de la station.
Pendant l'hiver, il s'agit de la plus grande station de ski de Bulgarie ; l'été, la station propose de nombreuses activités estivales. Située à 1300 m, sur les versants nord de la montagne de Rila, elle dispose de 58 km de pistes de ski alpin (allant de 2560 à 1300 m d'altitude) et de 35 km de pistes de ski de fond, de tous niveaux, regroupées dans trois zones :
- Sitnjakovo - 8 pistes ;
- Jastrebec - 3 pistes ;
- Markudžika - 4 pistes.

La station dispose également d'une piste de biathlon réputée ainsi que d'un tremplin pour le saut à ski.
Borovec a accueilli à deux reprises la Coupe du monde de ski alpin.
Un projet surdimensionné de haute montagne, Super Borovec, financé notamment par le fonds national du sultanat d'Oman et la commune de Samokov et fortement soutenu par le gouvernement bulgare, a débuté fin 2007.

### Galerie

Borovets
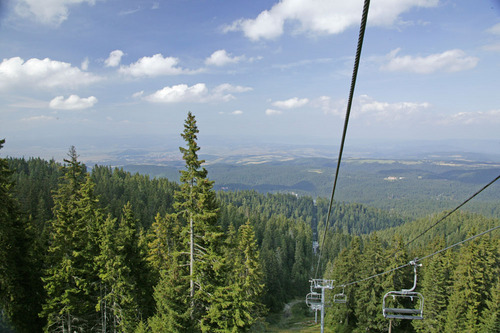
Vue à partir de la station.
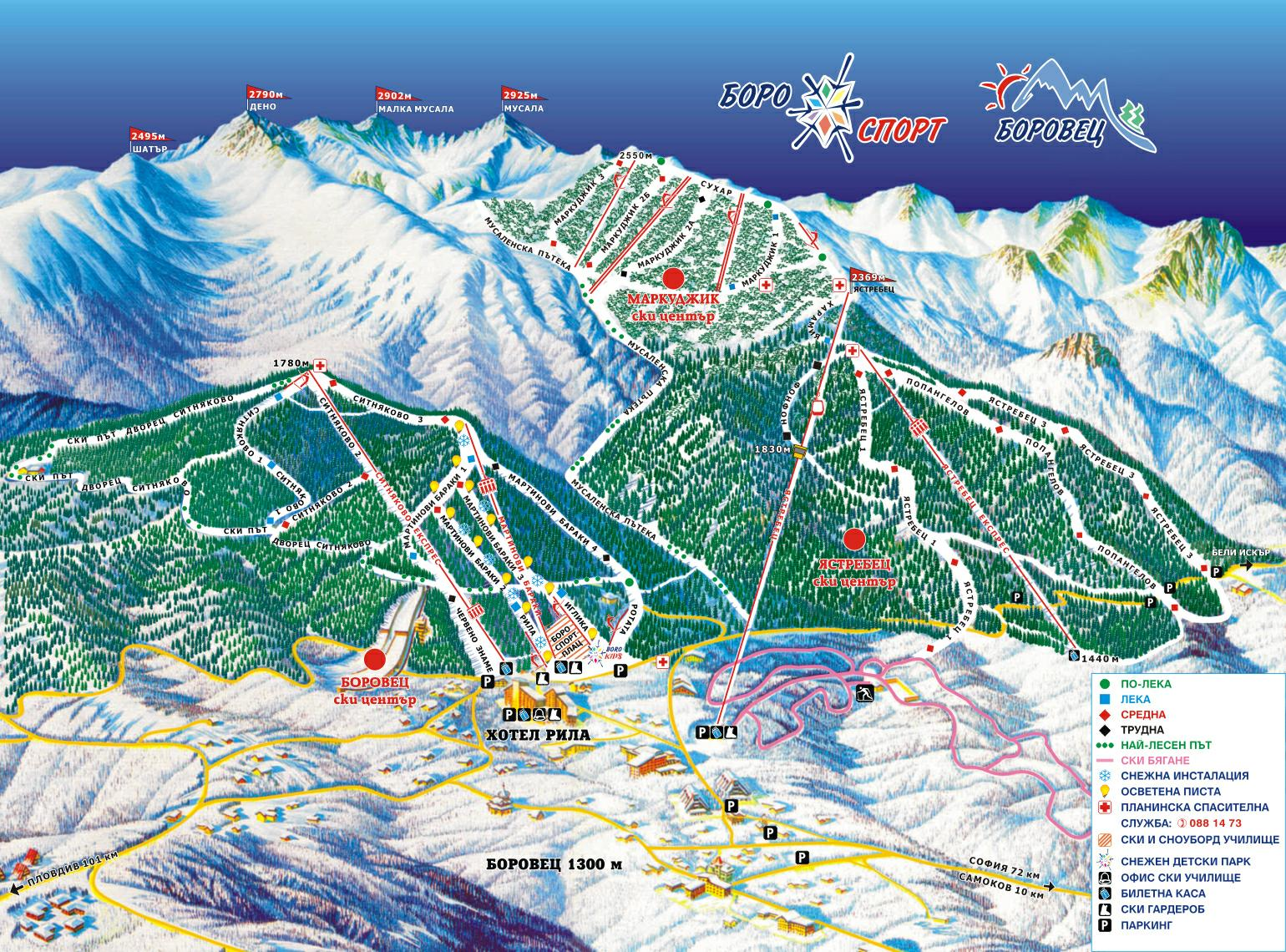
Le domaine skiable.
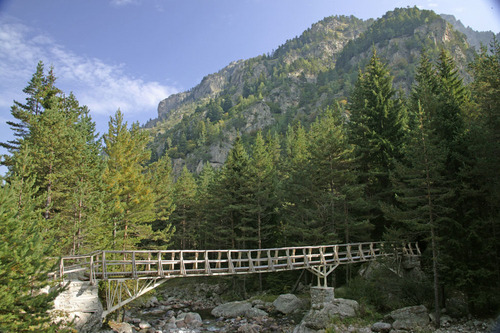
Dans les environs de Borovec.
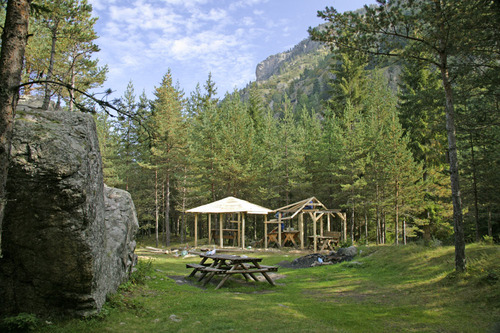
Zone de pique-nique près de Borovec.
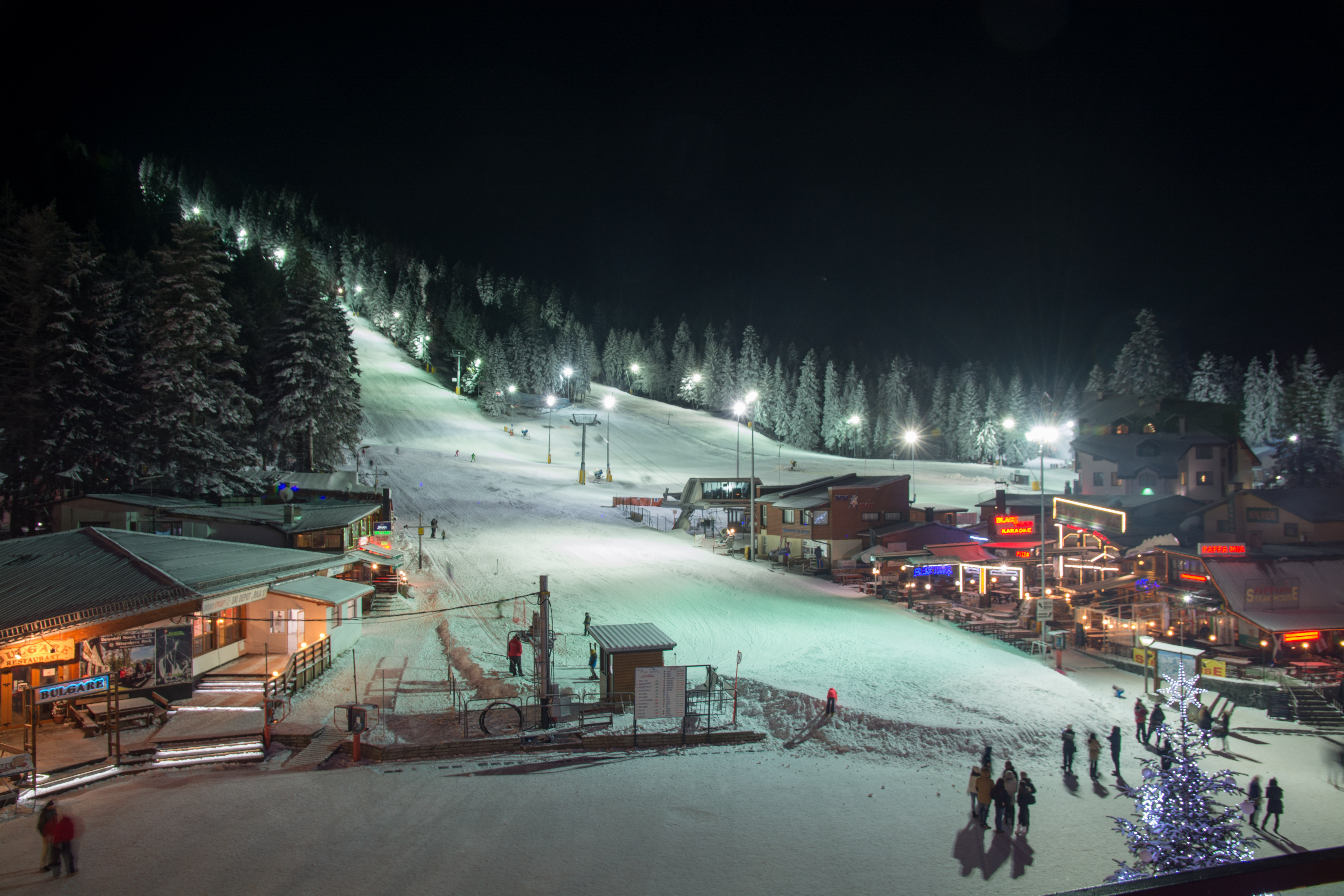
La station de nuit.